# Bucht von Sosopol
Die Bucht von Sosopol (auch Sosopol-Bucht, bulgarisch Созополски залив/Sosopolski saliw) ist eine Bucht des westlichen Schwarzen Meeres im Golf von Burgas und trägt den Namen der größten Stadt in der Bucht – Sosopol. Die Bucht wird von den Halbinseln Chrisotira im Norden, beziehungsweise Skamnij im Süden begrenzt. Entlang der Bucht erstreckt sich eine fruchtbare Küstenebene, die seit der Antike genutzt wird. Die Ebene grenzt im Westen an der Hügelkette Meden rid, einem Teil des Strandscha-Gebirges mit deren höchsten Erhöhung der Bakarlak-Gipfel (362 m). Der Bakarlar ist gleichzeitig die höchste Erhebung im gesamten Golf.
In der Bucht befinden sich die drei Inseln Sweti Kirik, Sweti Iwan und Sweti Petar sowie  die Campingplätze Gradina (deutsch: Garten, ⊙) und Slatna ribka (deutsch: Goldfisch, ⊙)